# Løkken-Vrå
Løkken-Vrå is een voormalige gemeente in Denemarken. De oppervlakte bedroeg 180,65 km².
De gemeente valt sinds 2007 onder de nieuw gevormde gemeente Hjørring. De gemeente Løkken-Vrå telde 8828 inwoners waarvan 4425 mannen en 4403 vrouwen (cijfers 2005).
De belangrijkste woonkernen zijn Løkken (1540 inw.) en Vrå (2327 inw.), waar het gemeentebestuur zetelde.

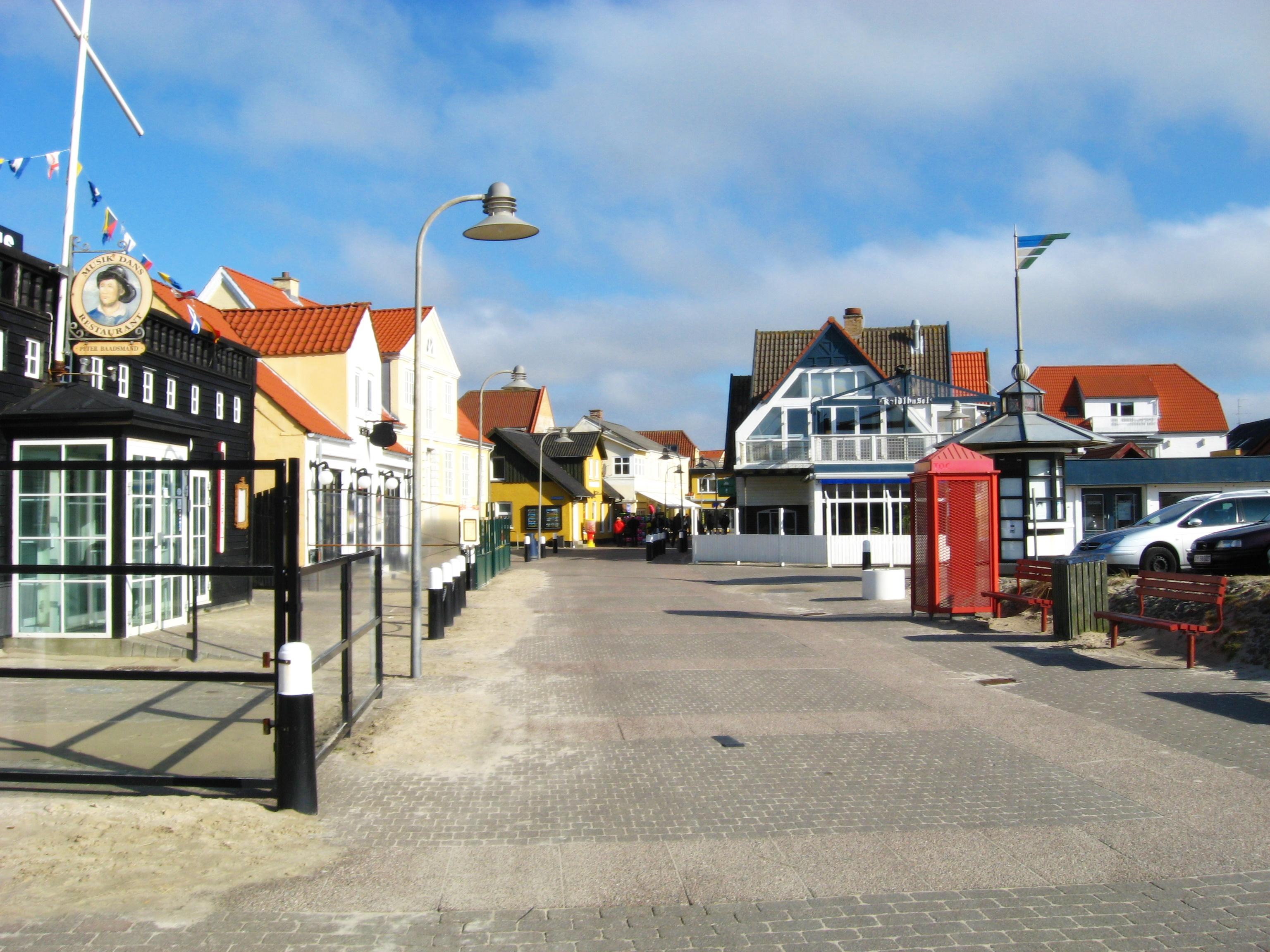
Løkken-Vrå
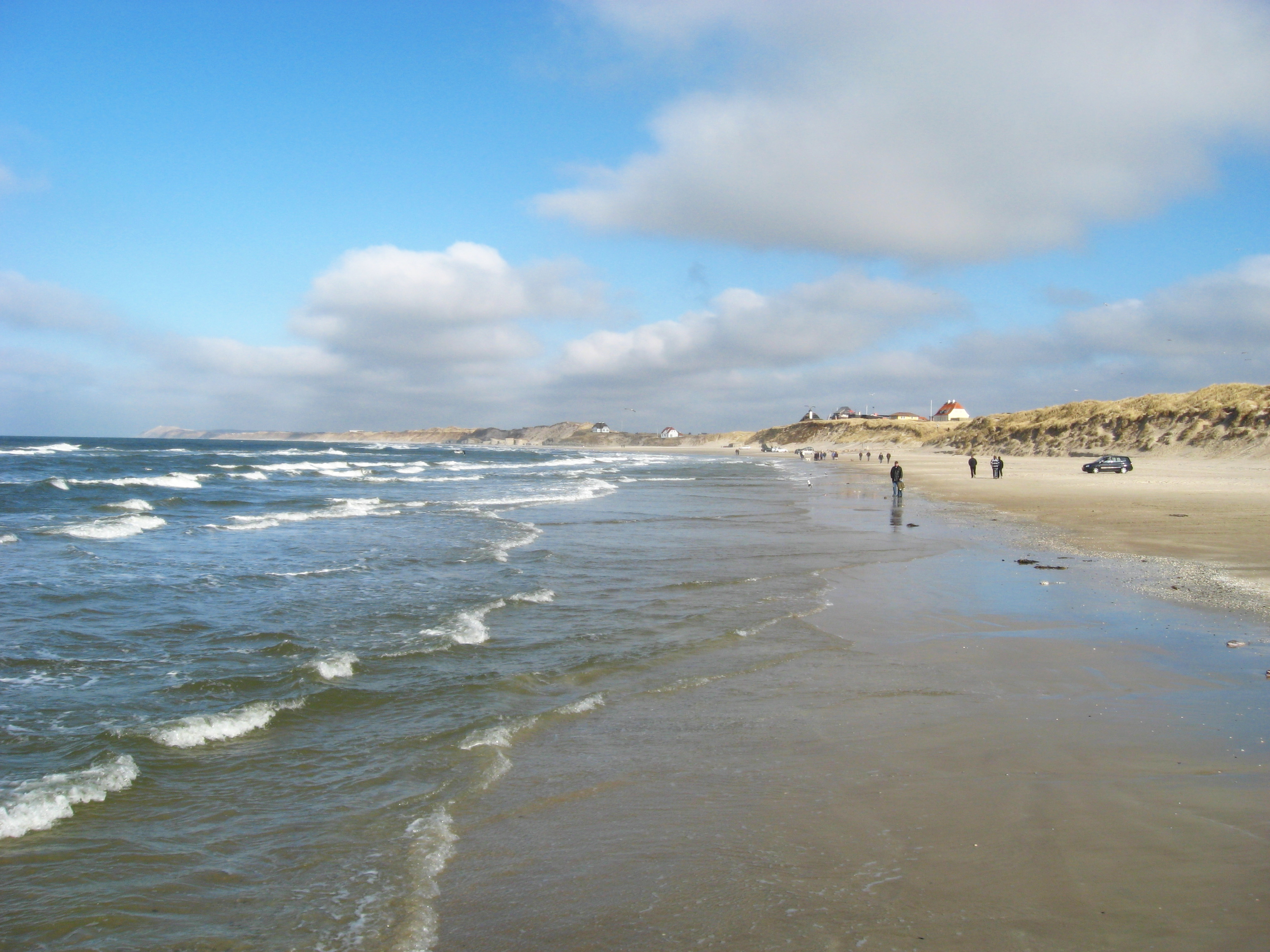
Strand bij Løkken-Vrå

- Library of Congress Control Number: no2008069780
- Virtual International Authority File: 150485132